# Serguéi Kramarenko
Serguéi Sergueyévich Kramarenko (en ruso: Серге́й Серге́евич Крамаренко) (Ganja, Unión Soviética, 20 de mayo de 1946 - Moscú, 25 de marzo de 2008) fue un futbolista y entrenador azerí, que jugó la mayoría de su carrera en Azerbayán como portero del PFC Neftchi Baku.
Fue calificado como Maestro del Deporte de la URSS (Sistema Unificado de Clasificación Deportiva de la URSS) en 1966 tras el tercer de Neftchi en la Primera División de la Unión Soviética ese año.
Kramarenko ostenta el récord azerí de más partidos jugados en la Liga Soviética con 312 partidos. En 1970, fue nombrado jugador azerí del año de manera no oficial.
Después de su carrera como jugador, que incluyó temporadas en el equipo ucraniano FC Chornomorets Odesa y en otro club azerbaiyano FK Khazar Lenkoran, Kramarenko entrenó al Khazar Lenkoran y a otro club azerbaiyano más pequeño. Fue nombrado gerente de Neftchi en 1993. 
Murió en marzo de 2008 en Moscú.
Era el padre de Dmitri Kramarenko, que jugaba como portero, destacando en el FC Dynamo Moscú y el equipo nacional de fútbol de Azerbaiyán.

## Clubes
Como jugador
| Club                  | País            | Año       | Partidos |
| Neftchi Baku PFC      | Unión Soviética | 1964–1975 | 263      |
| FC Chornomorets Odesa | Unión Soviética | 1976      | 26       |
| Neftchi Baku PFC      | Unión Soviética | 1977–1981 | 69       |
| FK Khazar Lenkoran    | Unión Soviética | 1982      |          |
| Neftchi Baku PFC      | Unión Soviética | 1983–1984 | 41       |

### Como entrenador
| Club               | País            | Año  |
| ------------------ | --------------- | ---- |
| FK Khazar Lenkoran | Unión Soviética | 1989 |
| Goyazan Kazakh     | Unión Soviética | 1990 |
| Neftchi Baku PFC   | Azerbaiyán      | 1993 |